# Siegen
Siegen (pronunciación en alemán: /ˈziːɡn̩/ⓘ) es una ciudad de Alemania, ubicada en la parte sur de Westfalia en el estado de Renania del Norte-Westfalia. Es una Große kreisangehörige Stadt que se encuentra en el distrito de Siegen-Wittgenstein en la región de Arnsberg. Su ciudad universitaria (12.500 estudiantes en el semestre de invierno 2005-2006) es la sede del distrito y está clasificada como un "centro mayor" en la aglomeración urbana del sur de Westfalia, según la teoría de los lugares centrales de Walter Christaller.

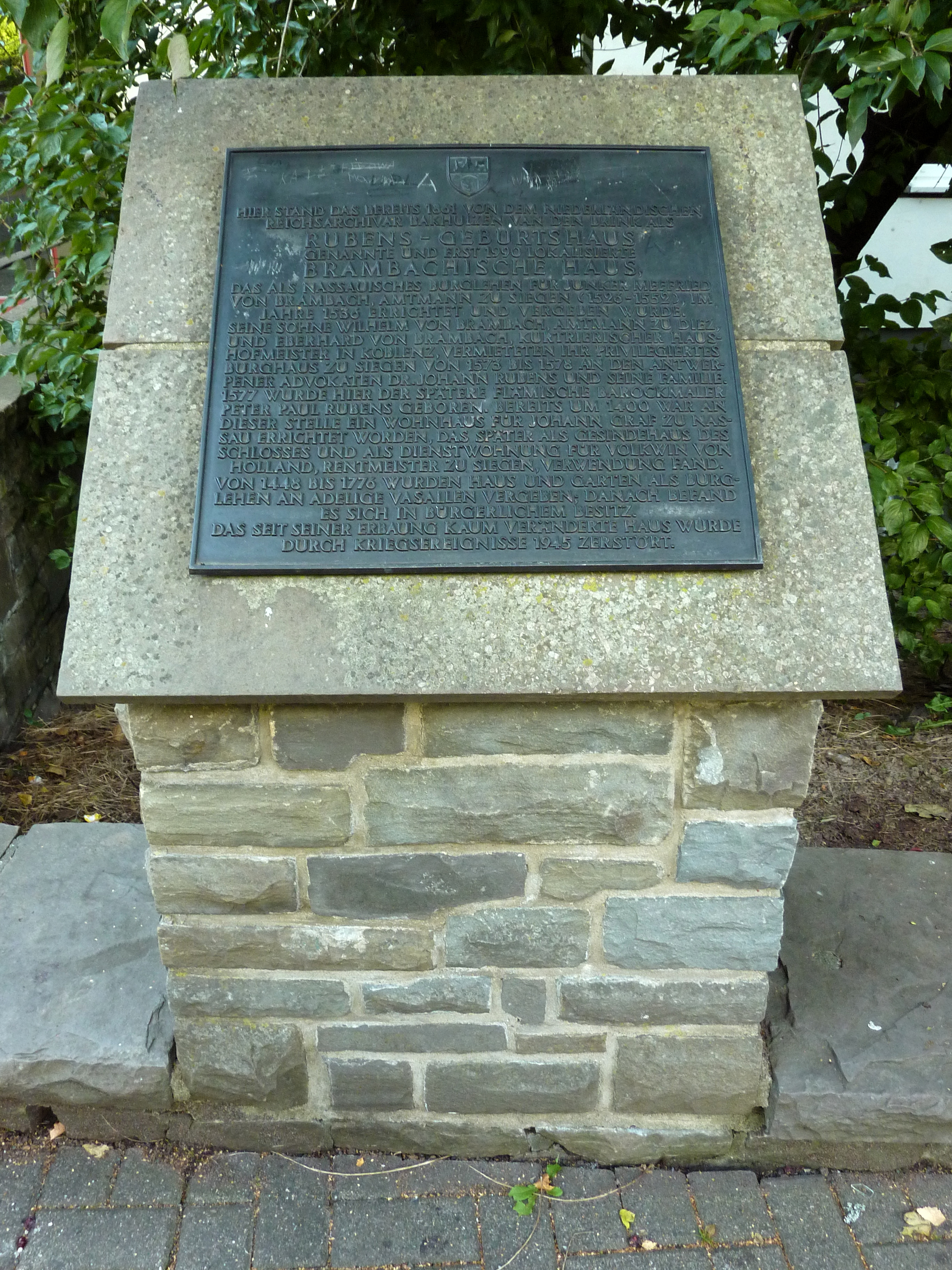
Casa natal de Rubens, Burgstr. 10.

En esta ciudad nació en 1577 el pintor Peter Paul Rubens.